# Plagiognathus chrysanthemi
Plagiognathus chrysanthemi is een wants uit de familie van de blindwantsen (Miridae). De soort werd het eerst wetenschappelijk beschreven door Johann Friedrich Wolff in 1804.

## Uiterlijk
De langvleugelige, grijze tot geelgroene wants kan 3 tot 4 mm lang worden en is bedekt met zwarte haartjes. Het mannetje is langwerping van vorm en het vrouwtje meer ovaal. De antennes zijn geel tot bruingroen, het tweede segment heeft een zwarte ring bij de basis. Er zijn twee varianten. Bij de eerste variant is bij de mannetjes het eerste segment zwart met een wit uiteinde en bij de vrouwtjes is de basis van het eerste segment licht en heeft een zwarte ring in het midden. Bij de tweede variant is het eerste segment zowel bij de vrouwtjes als de mannetjes licht gekleurd. Het doorzichtige deel van de voorvleugels is grijs met witte aders, het uiteinde van het verharde deel van de vleugels (cuneus) heeft een donker vlekje naast de punt. De pootjes zijn geel tot bruingroen met zwarte stippen op de dijen en schenen. Uit de stippen op de schenen komen donkere stekels.

## Leefwijze
De soort overwintert als eitje en de wantsen zijn in mei volwassen. Er is één generatie per jaar en de dieren kunnen tot in september worden
gevonden op diverse kruiden zoals jacobskruiskruid (Jacobaea vulgaris subsp. vulgaris), reukloze kamille (Tripleurospermum maritimum), hopklaver (Medicago lupulina) en duizendblad (Achillea millefolium).

## Leefgebied
De wants komt voor in het Palearctisch gebied van Europa tot in Azië en is ook in Noord-Amerika terecht gekomen. In Nederland is de soort zeer algemeen in ruige, redelijk droge gebieden met veel kruiden.